# Aguirre (Álava)
Aguirre es un despoblado que actualmente forma parte del concejo de Aspuru, que está situado en el municipio de San Millán, en la provincia de Álava, País Vasco (España).

## Historia
Documentado desde 1262, el despoblado estaba cerca del monasterio de Barría, siendo su abadesa señora de sus tierras. Formaba parte de la hermandad de Lacha y Barría.